# ماجد إسماعيل المصري
ماجد إسماعيل محمد المصري (ولد في بلاطة 15 فبراير 1972)، مناضل فلسطيني من كتائب شهداء الأقصى التابعة لحركة فتح، أسير في سجون الاحتلال الإسرائيلي، اعتقل في 30 نوفمبر 2002 وصدرت بحقه عشرة أحكام بالسجن المؤبد.

## نشأته وتعليمه
ولد ماجد المصري عام 1972 في مخيم بلاطة اللاجئين بالقرب من نابلس، ودرس المرحلتين الابتدائية والاعدادية في مدارس وكالة الغوث في المخيم، والثانوية في مدينة نابلس، والجامعية في جامعة القدس المفتوحة التي نال منها شهادة بكالوريوس في العلوم السياسية. المصري متزوج وله ابنتين هما حلا وحنان المصري.

## نشاطة السياسي
انخرط في العمل السياسي في سن مبكرة واعتقل لأول مرة في عام 1986 وهو في الخامسة عشرة، بتهمة إلقاء زجاجات حارقة (مولوتوف) والانتماء إلى تنظيم حركة فتح، وافرج عنة عام 1991. واصل النشاط السياسي وطاردته سلطات الاحتلال بتهمة اطلاق نار جنودها في شهر يونيو عام 1992. كان ماجد المصري من بين المطاردين الذين تواجدوا في فترة حصار جامعة النجاح الوطنية (ياسر البدوي وناصر عويص وعبد الله داود وبلال دويكات ومحمد تيم) في نابلس الذي دام لأربعة أيام، وأبعد معهم إلى الأردن في 17 يوليو 1992 حيث أقام لمدة ثلاث سنوات، ليعود لاحقًا إلى فلسطين عام 1995 بعد قيام السلطة الفلسطينية.
وعمل في قوات السلطة الفلسطينية، وفي وبداية الانتفاضة الثانية ساهم في تشكيل كتائب شهداء الاقصى وكان في البداية الناطق باسمها "أبو مجاهد"، وبعد اعتقال ناصر عويص خلفه في قيادة التنظيم حتى اعتقاله في تاريخ 30 نوفمبر 2002. صدرت بحقه عشرة أحكام بالسجن المؤبد، وأمضى ثمانية أشهر في العزل الانفرادي لمدة 8 أشهر هو وناصر عويص ومروان البرغوثي بتهمة توجيه العمل العسكري من داخل السجن.
في يوليو 2018 دعا الاسيران ناصر عويص وماجد المصري في رسالة من سجن نفحة إلى دعم وإسناد القيادة الفلسطينية والتي تُمارس عليها كافة الضغوطات لتثنيها عن التصدي للصفقات المشبوهة، وطالبا بالعمل الفوري والإسراع في تجسيد الوحدة الوطنية بتبني نهج المقاومة والمسؤولية الجماعية عن وضع الفلسطينيين في غزة.

## روابط خارجية
- مقابلة مع عائلة الاسير ماجد المصري على قناة فلسطين على اليوتيوب